# 莎瑪·布萊兒
莎瑪·布萊兒（英語：Selma Blair，1972年6月23日—）是一名美國女演員。成名作為電影《危險性遊戲》（Cruel Intentions）。她在90年代演出許多配角，並於電影《危險性遊戲》與1999年的短篇影集《Zoe, Duncan, Jack and Jane》中成名。她近年來演出許多好萊塢的電影，如：《金法尤物》、《甜姊不辣》（The Sweetest Thing）與《地獄怪客》（Hellboy）。她之後將演出改編自知名澳大利亞情境劇Kath & Kim改編的同名作品，並飾演基恩（Kim）。

## 生平

### 早期生涯
布萊兒生於美國密西根州的紹斯菲爾德，雙親是莫莉·安（Molly Ann）與艾略特·賓諾（Elliot Beitner）。她有三個姊姊，分別是凱瑟琳（Katherine）、依莉莎白（Elizabeth）與瑪莉（Marie）。布萊兒在伯菲爾德丘（Bloomfield Hill）就讀一般的猶太日校（Jewish day school）與男女分宿的學校。並進入密西根州的卡拉瑪索學院，之後轉往密西根大學就讀，並於1994年畢業。

### 職業生涯
她首先於史岱拉門下勤練演技，之後布萊兒開始於90年代演出一些小角色。1999年的《危險性遊戲》一片讓她成名，於該片與莎拉·蜜雪兒·吉蘭與瑞絲·薇斯朋演出對手戲，並與莎拉共同贏得了MTV的最佳接吻獎。1999年到2000年之間，布萊兒在電視影集Zoe, Duncan, Jack and Jane演了兩季，扮演Zoe Bean一角。。2001年，她與瑞絲再次合作，演出《金法尤物》。接著，2004年她演出了《地獄怪客》，並接拍續集《地獄怪客2》。2007年，布萊兒在《愛情盛宴》（Feast of Love）一片中飾演葛雷·肯尼爾的妻子。

### 私人生活
她在2004年嫁給作家阿魅·札帕（Ahmet Zappa），兩人於2006年以「無可容忍的不同」的理由離婚。

## 外部連結
- 莎瑪·布萊兒在互联网电影资料库（IMDb）上的資料（英文）
- 在AllMovie上莎瑪·布萊兒的頁面（英文）
- 珍珠般肅然，皮衣的狂野；哪一個才是真正的布萊兒？[永久]
- 布來兒在The 1 Second Film的介紹
- 2008年，於Men's Vogue的介紹